# استفان استراسبورگ
استفان استراسبورگ (انگلیسی: Stephen Strasburg؛ زادهٔ ۲۰ ژوئیهٔ ۱۹۸۸) بازیکن بیس‌بال اهل ایالات متحده آمریکا است.
وی در مسابقات کشوری و بین‌المللی در مجموع برندهٔ ۱ مدال برنز شده‌است.